# Basket Livorno
Il Basket Livorno è stata una squadra italiana di pallacanestro con sede a Livorno
Il campo di gioco è stato il PalaMacchia in via S. Allende fino all'inaugurazione del PalaAlgida nel 2004.

## Storia
Nel 1992 la famiglia D'Alesio, storicamente legata al marchio Libertas, acquista una squadra minore della città, il Don Bosco Basket Livorno, fondata nel 1947, che avrebbe poi vinto i titoli nazionali Juniores nel 1995, 1996, 1997 e 2001 e quello Ragazzi nel 1999 e da cui sono usciti giocatori come Silvio e Mario Gigena, Samuele Podestà, capitano dopo la separazione da Ale Fantozzi, Walter Santarossa, Daniele Parente e Andrea Renzi. In appena due anni il Don Bosco Basket Livorno riporta il basket livornese in serie A2.
Il Don Bosco Basket Livorno cambia nome nell'estate 1999 in Basket Livorno: nell'estate 2000 invece la famiglia D'Alesio decide di abbandonare il basket e cede la società all'amministrazione comunale, in attesa di un nuovo proprietario. Nel 2003 finalmente lo sponsor Mabo Prefabbricati entra pienamente nella proprietà della società.

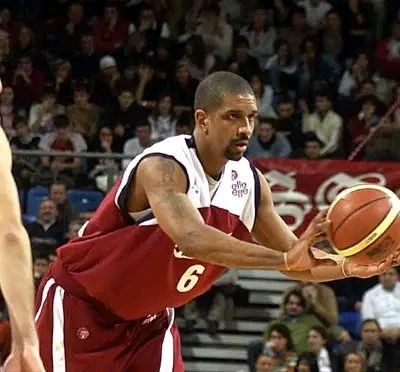
Preston Shumpert con la maglia del Basket Livorno

Nel 2005 a seguito di una scissione la proprietà decide di lasciare il Basket Livorno e ripartire dalla Serie D fondando la Pallacanestro Don Bosco Livorno. 
Dopo la retrocessione in Legadue nella stagione 2006-07, il Basket Livorno si classifica per due anni di fila a metà del secondo campionato nazionale.
L'8 luglio, al termine della stagione 2008-2009, la FIP comunica che il Basket Livorno non ha consegnato la domanda di iscrizione al successivo campionato, perdendo così ogni diritto sportivo e mettendo fine all'attività cestistica.

## Palmarès

### Competizioni nazionali
- Campionato di Serie A2: 1

2001
- Serie B d'Eccellenza: 1

1996

### Competizioni giovanili
- Campionato italiano Juniores: 4

1995, 1996, 1997, 2001
- Campionato italiano Ragazzi: 1

1999